# Globe de Hunt-Lenox

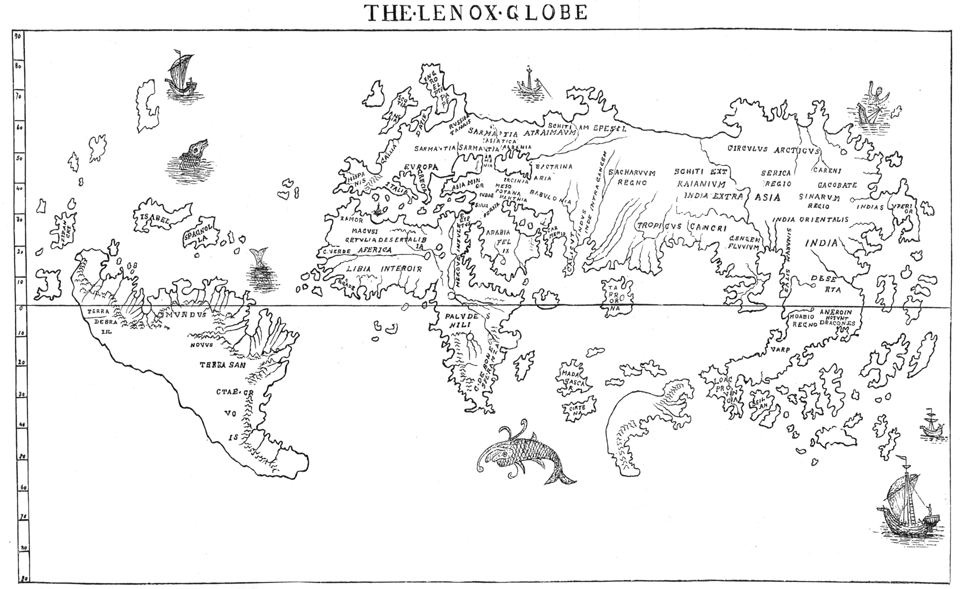
Le globe de Lenox, par B. F. Da Costa.

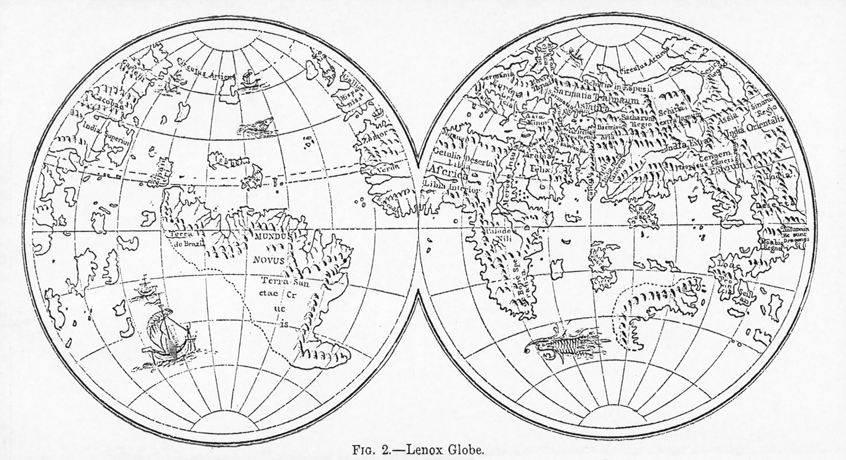
Le globe de Lenox, illustré dans l'Encyclopædia Britannica, 9e édition, volume X, 1874.

Le globe de Hunt-Lenox (en anglais : Lenox Globe), daté de 1510 , est l'un des plus anciens globes terrestres conservés jusqu'à nos jours, après son jumeau le globe en œuf d'autruche (v. 1504) et l'Erdapfel de Martin Behaim (1492). Il fait actuellement partie de la collection de livres rares de la New York Public Library.
C'est un globe en cuivre, creux, de 112 mm de diamètre et 345 mm de circonférence. Il est constitué de deux hémisphères joints à l'équateur, maintenus par un câble passant par des trous situés aux pôles.
Il ressemble fortement au Globus Jagellonicus ou globe Jagellon, daté de 1510 et exposé dans les locaux du Collegium Maius de l'université Jagellonne de Cracovie en Pologne.
D'origine inconnue, le globe de Hunt-Lenox a été acheté à Paris en 1855 par l’architecte Richard Morris Hunt, celui-ci l'ayant donné à James Lenox, dont la collection a été intégrée à celle de la New York Public Library, collection où le globe apparaît toujours.
L'expression Hic sunt dracones y est gravée et désigne des territoires inconnus non encore explorés et peuplés selon les croyances de dragons et autres animaux fantastiques.